# Kolibrililjesläktet
Kolibrililjesläktet (Phaedranassa) är ett växtsläkte i familjen amaryllisväxter med 10 arter från Sydamerika. 

## Odling
Arterna är mycket lättodlade. Plantera lökarna i en väldränerad, humusrik jord. Vattna regelbundet, men låt aldrig jorden stående i vatten eller bli snustorr. Under den ljusa årstiden ges näring, ungefär halv rekommenderad dos. Blomningen kommer igång efter en torkperiod som kan läggas när som helst på året. Upphör med vattning i åtta veckor så kommer blomningen igång.